# Sambitan
Sambitan is een bestuurslaag in het regentschap Tulungagung van de provincie Oost-Java, Indonesië. Sambitan telt 2028 inwoners (volkstelling 2010).